# Себастјен ле Претр де Вобан
Себастјен ле Претр де Вобан (фр. Sébastien Le Prestre de Vauban, Marquis de Vauban; рођен је у Saint-Léger-de-Foucheret (касније Saint-Léger-Vauban) 15. маја, 1633. – а умро у Паризу 30. марта 1707) је био један од највећих војних инжењера и чувен по свом умећу утврђивања и нападу на тврђаве.

## Биографија
Вобан је рођен 1633. као син једног сиромашног нижег племића. Отац му је умро када је имао 10 година. Одгојио га је и васпитао један свештеник који му је пренео прва знања математике и фортификације које му је касније утицало на каријеру.
Са 17 година ступио је у војску Великог Кондеа који је у то доба стајао на челу Фронде у борби против Мазареновог апсолутизма. При јуришу на Сен Менеул (1652) Вобан је препливао Ену под кишом непријатељских метака па га је Конде унапредио у официра. Он је то одбио желећи да служи војску као обичан коњаник. Као такав пао је 1653. у заробљеништво краљевске војске. Мазарен га је помиловао и примио га у краљеву службу при инжењерији то је био и Вобанов циљ.

## Утврђивање Француске
Тврђаве се не подижу по правилима и системима, већ по здравом људском разуму и искуству.
Непрекидни ратови Луја XIV око превласти у Европи, уздигли су ратовање око тврђава до великог значаја. Многобројне тврђаве служиле су као осигурање новоосвојених територија. Вобан је учествовао у свим ратовима које је Француска водила у периоду од 1651. до 1706. Као инжењер био је учествовао у 53 опсада од којих је 52 капитулирало. Само опсада Валасијена је пропала јер је приликом ње Вобан био тешко рањен.
Његов огромни допринос био је у томе што је саградио 33 потпуно нове трвђаве и реконструисао више од 300 других. Луј XIV, признао је да има да се захвали Вобану за велики део успеха у ратовима. Именовао га је 1667. за поручника у Краљевој гарди, 1678. за генералног инспектора тврђава а највише војничко достојанство 1706. када га је именовао за Маршала Француске.
Умро је у Паризу 1707. Током Француске револуције његови посмртни остаци су расути али су тек 1808. по наређењу Наполеона пренети у Дом инвалида у Паризу.

## Вобанов утицај ван Француске
Његово умеће у изградњи фортификација проширило се и ван граница Француске. Тврђаве изграђиване по његовим принципима јављале су се широм Европе па и у Северној Америци. Такође, његов систем напада на тврђаве коришћен је до краја 19. века.
У Србији, тврђава у Нишу, Београдска тврђава и једним делом Петроварадинска, такође су грађене по Вобановим системима.